# Терновское сельское поселение (Фроловский район)
Терно́вское се́льское поселе́ние — муниципальное образование (сельское поселение) в составе Фроловского района Волгоградской области.
Административный центр — хутор Терновка.
Глава Терновского сельского поселения — Жидков Александр Анатольевич.

## География
Поселение расположено в центре Фроловского района к востоку от города Фролово.
Граничит с:
- на севере — с Лычакским сельским поселением
- на востоке — с Арчединским сельским поселением
- на юго-востоке — с Писарёвским сельским поселением
- на юге — с Шуруповским сельским поселением
- на западе — с городским округом города Фролово

## Население
| 2010  | 2012  | 2013  | 2014  | 2015  | 2016  | 2017  |
| ----- | ----- | ----- | ----- | ----- | ----- | ----- |
| 1745  | ↗1759 | ↘1740 | ↗1755 | ↘1723 | ↘1671 | ↘1661 |
| 2018  | 2019  | 2020  | 2021  |       |       |       |
| ↘1625 | ↗1652 | ↘1617 | ↘1611 |       |       |       |

| № | Населённый пункт | Тип населённого пункта        | Население |
| - | ---------------- | ----------------------------- | --------- |
| 1 | Амелино          | хутор                         | ↘550      |
| 2 | Калиновский      | хутор                         | ↘174      |
| 3 | Перфиловский     | хутор                         | ↘158      |
| 4 | Терновка         | хутор, административный центр | ↘863      |

## Власть
В соответствии с Законом Волгоградской области от 18 ноября 2005 г. N 1120-ОД «Об установлении наименований органов местного самоуправления в Волгоградской области», в Терновском сельском поселении установлена следующая система и наименования органов местного самоуправления:
- Совет депутатов Терновского сельского поселения (11 октября 2009 года избран второй созыв)
численность (первого созыва) — 10 депутатов[15]
избирательная система — мажоритарная, один многомандатный избирательный округ.
- Глава Терновского сельского поселения — Жидков Александр Анатольевич (избран 11 октября 2009 года)[3]
- Администрация Терновского сельского поселения